# Joachim-Ernest de Schleswig-Holstein-Sonderbourg-Plön
Joachim-Ernest Ier de Schleswig-Holstein-Sonderbourg-Plön, (en allemand Joachim Ernst von Schleswig-Holstein-Sonderbourg-Plön), né le 29 août 1595, mort le 5 octobre 1671, est duc de Schleswig-Holstein-Sonderbourg-Plön de 1623 à 1671.

## Famille
Fils de Jean de Schleswig-Holstein-Sonderbourg et de sa deuxième épouse Agnès-Hedwige d'Anhalt.

### Mariage et descendance
En 1633, Joachim-Ernest Ier de Schleswig-Holstein-Sonderbourg-Plön épousa Dorothée de Holstein-Gottorp (1602-1682), (fille du duc Jean-Adolphe de Holstein-Gottorp).
Huit enfants sont nés de cette union :
- Jean-Adolphe Ier de Schleswig-Holstein-Plön (†1704), en 1673, il épouse Dorothée de Brunswick-Wolfenbüttel (†1722), (fille du duc Rodolphe-Auguste de Brunswick-Wolfenbüttel), (deux enfants)
- Auguste, duc de Schleswig-Holstein-Norbourg, (1635-1699), en 1666, il épouse Élisabeth-Charlotte d'Anhalt-Harzgerode, fille du prince Frédéric d'Anhalt-Harzgerode, parents de Joachim-Frédéric de Schleswig-Holstein-Plön et de Christian-Charles (mort en 1706) père de Frédéric-Charles de Schleswig-Holstein-Plön (né posthume, décédé en 1761 sans postérité masculine et dernier représentant de la lignée de Schleswig-Holstein-Plön).
- Ernestine de Schleswig-Holstein-Plön (1636-1696)
- Joachim-Ernest II de Schleswig-Holstein-Rethwisch (†1700), en 1677, il épouse Isabelle de Mérode (1649-1701) : deux enfants, dont le duc Jean-Adolphe II de Schleswig-Holstein-Plön-Rethwisch
- Bernard de Schleswig-Holstein-Plön (1639-1676)
- Agnès-Hedwige de Schleswig-Holstein-Plön (1640-1698), en 1672, elle épouse le duc Christian de Schleswig-Holstein-Sonderbourg-Glücksbourg (1663-1698)
- Charles de Schleswig-Holstein-Plön (1642-1655)
- Sophie de Schleswig-Holstein-Plön (1644-1679), en 1666, elle épouse le comte Wolfgang de Hohenlohe-Neuenstein (†1698)

En 1622, Jean de Schleswig-Holstein-Sonderbourg, au mépris du traité de Ripen (1460), divisa le Schleswig-Holstein. Après la mort de son père survenue le 9 octobre 1622, Joachim-Ernest Ier devint en 1623 duc de Schleswig-Holstein-Plön. 
Il est le demi-frère cadet d'Alexandre de Schleswig-Holstein-Sonderbourg, de Frédéric de Schleswig-Holstein-Sonderburg-Norbourg et de Philippe de Schleswig-Holstein-Sonderbourg-Glücksbourg.

## Généalogie
Joachim Ernest Ier de Schleswig-Holstein-Plön appartient à la troisième branche issue de la première branche de la Maison de Schleswig-Holstein-Sonderbourg, elle-même issue de la première branche de la Maison d'Oldenbourg.